# Marcus Belgrave
Marcus Belgrave (Chester, 1936. június 12. – Ann Arbor, 2015. május 24.) amerikai dzsessztrombitás. Marcus Belgrave amerikai dzsessztrombitás Detroitból. Chesterben született. Az 1950-es évektől kezdve számos zenésszel készített felvételeket.

## Pályakép
Belgrave-t Clifford Brown tanította trombitálni, ezután csatlakozott a Ray Charles turnézenekarához.
Martha and the Vandellas, The Temptations, The Four Tops, Gunther Schuller, Carl Craig, Max Roach, Ella Fitzgerald, Charles Mingus, Tony Bennett, La Palabra, Sammy Davis Jr., Dizzy Gillespie, Odessa Harris, John Sinclair, és felesége, Joan Belgrave társaságában trombitált, és vett fel lemezeket.
Belgrave a Stanford Jazz Workshop óraadó oktatója és az Oberlin Conservatory of Music dzsessztrombita vendégprofesszora volt.
Belgrave 2015. május 23-án halt meg a michigani Ann Arborban szívelégtelenségben. Már április óta kórházban volt tüdőbetegség és pangásos szívelégtelensége szövődményei miatt.

## Lemezválogatás
- 1974: Gemini II
- 1992: Working together (Detroit Jazz)
- 1994: Wynton Marsalis and Jazz at Lincoln Center Orchestra
- 1995:Live at Kerrytown Concert House (Detroit Jazz)
- ? In the tradition
- 2006: You don't know me – Tribute to New Orleans (Ray Charles and the Great Ladies of Song)
- 2008: Marcus, Charlie and Joan...Once again

## Díjak
- 2017: bekerült a Michigan állambeli Detroitban található National Rhythm & Blues Hall of Fame-be.